# Minoritský kostel (Vídeň)
Kostel Panny Marie Sněžné ve Vídni, známější spíše jako minoritský kostel (německy Minoritenkirche) je římskokatolický kostel na vídeňském náměstí Minoritenplatz v 1. vídeňském městském okrese Innere Stadt. V červnu 2021 byl kostel darován Kněžskému bratrstvu svatého Pia X. (FSSPX).

## Dějiny

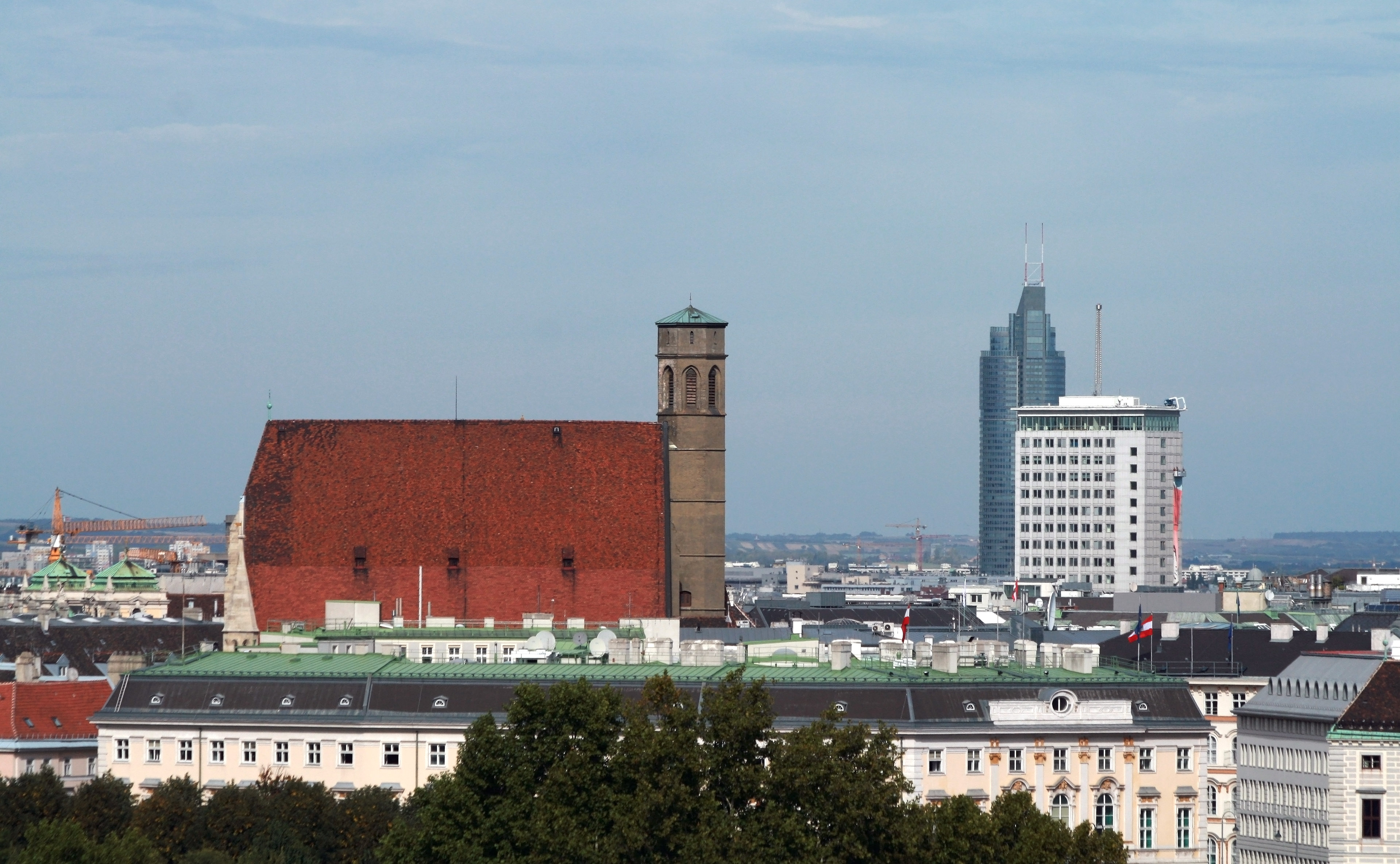
Sedlová střecha a 65 m vysoká zvonice vídeňského minoritského kostela

Minorité neboli menší bratři (fratres minores) jsou původní označení pro Františkániy. V roce 1224 sem byli poslaní samým zakladatelem řádu, sv. Františkem z Assisi a přijati vévodou Leopoldem VI. Zde založili první vídeňský Minoritský klášter.
Po velkém požáru v roce 1275 položil český král Přemysl Otakar II. základní kámen nového kostela, jednoho z prvních gotických kostelů ve východních zemích Rakouského vévodství. Po smrti Přemysla Otakara v bitvě na Moravském poli († 26.8.1278) zde bylo po mnoho týdnů v boční kapli vystavené jeho mrtvé tělo. Jeho srdce je zazděné za hlavním oltářem.
Významných změn doznal kostel za panování prvních Habsburků. Blanka Francouzská, manželka rakouského vévody Rudolfa III. Habsburského, pozdějšího českého krále, nechala v severní části lodi přistavět kapli zasvěcenou svému dědovi sv. Ludvíkovi, jež byla dokončena roku 1328.
Na počátku 19. století byla vytvořena mozaiková kopie obrazu Poslední večeře Páně od Leonarda da Vinci, která byla v letech 1845-1847 instalována v minoritském kostele. Kousek napravo od obrazu stojí socha uherského krále Štěpána I. Svatého. Ta byla po mnoho let označována jako socha Přemysla Otakara II. Při nových výzkumech sochy ale studenti objevili na lemu roucha uherský znak.
Na Minoritském náměstí stojí u východní strany kostela umělecká socha sv. Františka z Assisi – zakladatele žebravého řádu františkánů.

## Hrobky

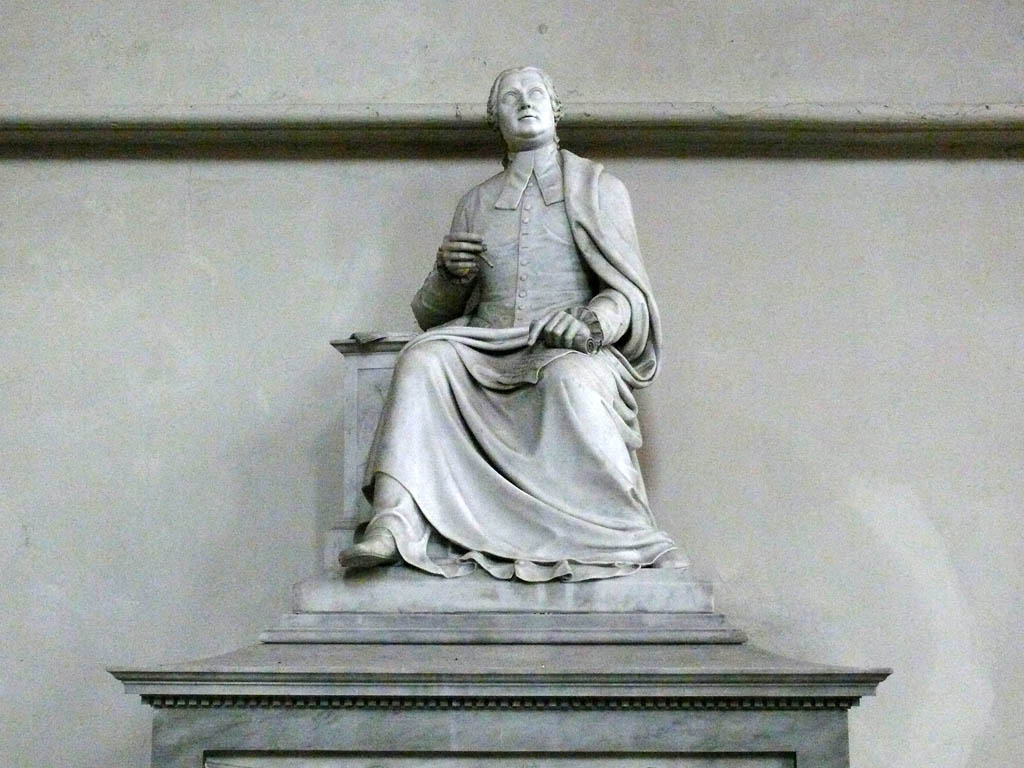
Pietro Metastasio, náhrobek

V interiéru Minoritského kostela se nachází hrobka věhlasného italského libretisty Pietra Metastasia, jehož ostatky však byly přeneseny do Michaelerkirche. K poslednímu odpočinku zde byly také uloženy Anežka Bádenská, Blanka Francouzská, Isabela Aragonská a Markéta Tyrolská „Pyskatá“.